# モレンジャーV
『モレンジャーV』（モレンジャーファイブ）は、小田原ドラゴンによる日本の漫画作品。『コミック アース・スター』（アース・スター エンターテイメント）にて、第29号（2013年7月号）から第45号（2014年12月号）まで連載された。コミックスは全1巻。2016年に朗読劇化され上演された。

## 登場人物
高橋 譲二（）
声 - 井上和彦
禿頭・眼鏡の風貌は小田原の別作品『おやすみなさい。』の高橋嬢二にそっくり。
島村 淳（）
声 - 水島裕

安田 一平（）
声 - 山口勝平

足立 進（）
声 - 緒方賢一

若林 正夫（）
声 - 森川智之

神久保 明（）
大きなおっさん。モレンジャー5人の心が一つにシンクロした時変身することができる。強い。
5次元の中一
こちらの世界で言うと自称中一くらいの女の子。彼女が5次元世界で購入した「ドキドキ魔セット」が巨大隕石の元凶。モレンジャーVに度々助言をくれる。

## 書誌情報
- 小田原ドラゴン『モレンジャーV』アース・スター エンターテイメント〈アース・スターコミックス〉、2014年12月12日発売[4]、ISBN 978-4-8030-0641-4

## 朗読劇
2016年10月15日に光が丘IMAホールにて開催。ナレーションは山寺宏一。

### スタッフ
- 原案 - 小田原ドラゴン「モレンジャ―V」（アース・スター コミックス）
- 演出 - ハマノカズゾウ
- 脚本 - 金津泰輔
- 制作 - モレンジャーＶひにょうきか制作委員会